# Шортанбай
Шортанба́й (каз. Шортанбай) — село в Курмангазинском районе Атырауской области Казахстана. Административный центр Шортанбайского сельского округа. Находится примерно в 47 км к западу от села Курмангазы. Код КАТО — 234669100. Село расположено на острове в дельте Волге.

## Население
В 1999 году население села составляло 1395 человек (675 мужчин и 720 женщин). По данным переписи 2009 года, в селе проживало 1411 человек (679 мужчин и 732 женщины).

## Экономика
Шортанбайский рыбный завод, ранее принадлежавший АО «Атыраубалык». Пристань Чертамбай.